# (4466) Abai
(4466) Abai est un astéroïde de la ceinture principale.

## Description
(4466) Abai est un astéroïde de la ceinture principale. Il fut découvert le 23 septembre 1971 à Naoutchnyï par l'Observatoire d'astrophysique de Crimée. Il présente une orbite caractérisée par un demi-grand axe de 2,94 UA, une excentricité de 0,03 et une inclinaison de 2,1° par rapport à l'écliptique.

## Compléments